# 비암바수렌 다바아
비암바수렌 다바아(몽골어: Даваагийн Бямбасүрэн, 1971년 ~ )는 몽골의 영화 감독이다.

## 작품 목록
- 낙타의 눈물 (2003)
- 동굴에서 나온 누렁 개 (2005)
- 칭기즈칸의 두 마리 말 (2009)
- 노래를 부르면 (2020)